# Ашберн (Вирџинија)
Ашберн (енгл. Ashburn) насељено је место без административног статуса у америчкој савезној држави Вирџинија.

## Демографија
По попису из 2010. године број становника је 43.511.
| Група             | 2000.    | 2010.          |
| Белци             | 0 (0,0%) | 27.881 (64,1%) |
| Афроамериканци    | 0 (0,0%) | 3.423 (7,9%)   |
| Азијати           | 0 (0,0%) | 6.530 (15,0%)  |
| Хиспаноамериканци | 0 (0,0%) | 4.245 (9,8%)   |
| Укупно            | 0        | 43.511         |